# Élections cantonales partielles françaises en 1979
Plusieurs élections cantonales partielles se sont tenues en France en 1979.

## Synthèse
| Dates de l'élection            | Département             | Canton                   | Conseiller sortant   | Parti | Parti      | Conseiller élu        | Parti | Parti      | Raison     | Raison |
| ------------------------------ | ----------------------- | ------------------------ | -------------------- | ----- | ---------- | --------------------- | ----- | ---------- | ---------- | ------ |
| 6 et 13 mai 1979               | Yvelines                | Chatou                   | Jacques Catinat      |       | RPR        | Roger Chombeau        |       | RPR        | Décès      |        |
| 13 mai 1979                    | Gard                    | Lussan                   | Pierre Boulot        |       | MRG        | Jean Marcel           |       | MRG        | Décès      |        |
| 13 mai 1979                    | Nièvre                  | Moulins-Engilbert        | Louis Lepère         |       | PS         | Joseph Lambert        |       | PS         | Décès      |        |
| 20 mai 1979                    | Guadeloupe              | Sainte-Anne-2            | Hermann Songeons     |       | PCG        | Marlène Captant       |       | RPR        | Annulation |        |
| 20 et 27 mai 1979              | Dordogne                | Saint-Pardoux-la-Rivière | Henri Millet-Lacombe |       | MRG        | Céline Millet-Lacombe |       | MRG        | Décès      |        |
| 17 et 24 juin 1979             | Haute-Savoie            | Annecy-Nord-Ouest        | Jean Chamey          |       | CDS        | Alain Veyret          |       | CDS        | Décès      |        |
| 17 et 24 juin 1979             | Puy-de-Dôme             | Lezoux                   | Louis Coutarel       |       | PS         | Maurice Cunier        |       | PS         | Décès      |        |
| 17 et 24 juin 1979             | Calvados                | Troarn                   | Jean-Claude Fissoun  |       | DVG        | Jean-Louis Fouque     |       | PCF        | Démission  |        |
| 24 juin et 1er juillet 1979    | Cantal                  | Fours                    | Pierre Charleuf      |       | PS         | Maurice Durif         |       | PS         | Décès      |        |
| 8 et 15 juillet 1979           | Charente                | Ruffec                   | Michel Alloncle      |       | RPR        | Michel Alloncle       |       | RPR        | Annulation |        |
| 22 et 29 juillet 1979          | Alpes-de-Haute-Provence | Colmars-les-Alpes        | Jean-Marie Cambray   |       | SE         | André Guirand         |       | DVD        | Décès      |        |
| 29 juillet et 5 août 1979      | Ardèche                 | Les Vans                 | Guy Lefébure         |       | PSD        | Alain Faucuit         |       | PCF        | Annulation |        |
| 19 et 26 août 1979             | Manche                  | Cerisy-la-Salle          | Eugène Leclerc       |       | UDF        | Claude Halbecq        |       | DVD        | Décès      |        |
| 23 et 30 septembre 1979        | Lot-et-Garonne          | Prayssas                 | Pierre Goudable      |       | UDF (app.) | Pierre Goudable       |       | UDF (app.) | Annulation |        |
| 30 septembre et 7 octobre 1979 | Hérault                 | Saint-Gervais-sur-Mare   | Paul Coste-Floret    |       | CDS        | Marcel Roques         |       | CDS        | Décès      |        |
| 7 octobre 1979                 | Pas-de-Calais           | Hucqueliers              | Gabriel de la Gorce  |       | CNI        | Dominique de la Gorce |       | DVD        | Décès      |        |
| 14 et 21 octobre 1979          | Saône-et-Loire          | Mesvres                  | Jean Chanliau        |       | MRG        | Christian Gillot      |       | PS         | Décès      |        |
| 14 et 21 octobre 1979          | Bas-Rhin                | Seltz                    | Martin Hoffarth      |       | UDF (app.) | Marcel Schmitt        |       | CDS        | Décès      |        |
| 21 et 28 octobre 1979          | Dordogne                | Le Bugue                 | Léopold Salme        |       | PS         | Gérard Fayolle        |       | RPR        | Décès      |        |
| 21 et 28 octobre 1979          | Lot-et-Garonne          | Castillonnès             | Roger Roques         |       | PS         | Jacques Yvinec        |       | DVD        | Démission  |        |
| 18 et 25 novembre 1979         | Morbihan                | Baud                     | Jacques Ollivier     |       | PS         | Jean Le Bec           |       | PS         | Démission  |        |
| 2 décembre 1979                | Puy-de-Dôme             | Saint-Rémy-sur-Durolle   | Yves Barnérias       |       | PS         | André Pérufel         |       | PS         | Décès      |        |
| 2 et 9 décembre 1979           | Essonne                 | Montgeron                | Jean Hardouin        |       | PS         | Bernard Garrigou      |       | PS         | Décès      |        |
| 9 et 16 décembre 1979          | Indre                   | Vatan                    | Maurice Bauchet      |       | PCF        | Francis Levasseur     |       | UDF        | Décès      |        |
| 9 et 16 décembre 1979          | Gironde                 | Bordeaux-3               | Raymond Moynet       |       | RPR        | Hugues Martin         |       | RPR        | Démission  |        |

## Résultats

### Canton de Chatou(Yvelines)
| Candidat                                         | Candidat       | Parti       | Premier tour | Premier tour | Second tour | Second tour |
| Candidat                                         | Candidat       | Parti       | Voix         | %            | Voix        | %           |
| ------------------------------------------------ | -------------- | ----------- | ------------ | ------------ | ----------- | ----------- |
|                                                  | Roger Chombeau | RPR         | 4 141        | 37,44        | 6 010       | 57,33       |
|                                                  | René Texidor   | PS          | 3 078        | 27,83        | 4 473       | 42,67       |
|                                                  | Daniel Bertin  | UDF         | 2 313        | 20,91        |             |             |
|                                                  | M. Quiblier    | PCF         | 1 529        | 13,82        |             |             |
|                                                  |                |             |              |              |             |             |
| Inscrits                                         | Inscrits       | Inscrits    | 22 483       | 100,00       | 22 473      | 100,00      |
| Abstentions                                      | Abstentions    | Abstentions | 11 156       | 49,62        | 11 646      | 51,82       |
| Votants                                          | Votants        | Votants     | 11 327       | 50,38        | 10 827      | 48,18       |
| Nuls                                             | Nuls           | Nuls        | 266          | 1,18         | 344         | 1,53        |
| Exprimés                                         | Exprimés       | Exprimés    | 11 061       | 49,20        | 10 483      | 46,65       |
| Source : Le Monde, éditions des 9 et 15 mai 1979 |                |             |              |              |             |             |

### Canton de Lussan(Gard)
|                                           | Jean Marcel   | MRG         | 1 084 | 77,70  |  |  |
|                                           | Claude Dupont | PCF         | 311   | 22,29  |  |  |
|                                           |               |             |       |        |  |  |
| Inscrits                                  | Inscrits      | Inscrits    | 2 144 | 100,00 |  |  |
| Abstentions                               | Abstentions   | Abstentions | 687   | 32,04  |  |  |
| Votants                                   | Votants       | Votants     | 1 457 | 67,96  |  |  |
| Nuls                                      | Nuls          | Nuls        | 62    | 2,89   |  |  |
| Exprimés                                  | Exprimés      | Exprimés    | 1 395 | 65,06  |  |  |
| Source : Le Monde, édition du 15 mai 1979 |               |             |       |        |  |  |

### Canton de Moulins-Engilbert(Nièvre)
|                                           | Joseph Lambert     | PS          | 1 839 | 55,29  |  |  |
|                                           | Jean-Michel Basset | UDF (CDS)   | 1 058 | 31,81  |  |  |
|                                           | Jeanne Gibrat      | PCF         | 429   | 12,90  |  |  |
|                                           |                    |             |       |        |  |  |
| Inscrits                                  | Inscrits           | Inscrits    | 4 496 | 100,00 |  |  |
| Abstentions                               | Abstentions        | Abstentions | 1 060 | 23,57  |  |  |
| Votants                                   | Votants            | Votants     | 3 436 | 76,42  |  |  |
| Nuls                                      | Nuls               | Nuls        | 110   | 2,45   |  |  |
| Exprimés                                  | Exprimés           | Exprimés    | 3 326 | 73,97  |  |  |
| Source : Le Monde, édition du 15 mai 1979 |                    |             |       |        |  |  |

### Canton de Sainte-Anne-2(Guadeloupe)
|                                            | Marlène Captant    | RPR         | 880   | 50,31  |  |  |
|                                            | Hermann Songeons * | PCG         | 869   | 49,68  |  |  |
|                                            |                    |             |       |        |  |  |
| Inscrits                                   | Inscrits           | Inscrits    | 2 956 | 100,00 |  |  |
| Abstentions                                | Abstentions        | Abstentions | 1 171 | 39,61  |  |  |
| Votants                                    | Votants            | Votants     | 1 785 | 60,38  |  |  |
| Nuls                                       | Nuls               | Nuls        | 36    | 1,22   |  |  |
| Exprimés                                   | Exprimés           | Exprimés    | 1 749 | 59,17  |  |  |
| Source : Le Monde, édition du 22 mai 1979. |                    |             |       |        |  |  |

### Canton de Saint-Pardoux-la-Rivière(Dordogne)
| Candidat                                           | Candidat              | Parti       | Premier tour | Premier tour | Second tour | Second tour |
| Candidat                                           | Candidat              | Parti       | Voix         | %            | Voix        | %           |
| -------------------------------------------------- | --------------------- | ----------- | ------------ | ------------ | ----------- | ----------- |
|                                                    | Céline Millet-Lacombe | MRG         | 1 800        | 49,18        | 2 487       | 100,00      |
|                                                    | Henri Brives          | PS          | 794          | 21,69        | Retrait     | Retrait     |
|                                                    | Adrien Barruche       | PCF         | 735          | 20,08        | Retrait     | Retrait     |
|                                                    | Yvan Breteau          | Div.maj.    | 331          | 9,04         |             |             |
|                                                    |                       |             |              |              |             |             |
| Inscrits                                           | Inscrits              | Inscrits    | 4 813        | 100,00       | 4 813       | 100,00      |
| Abstentions                                        | Abstentions           | Abstentions | 1 053        | 21,88        | 1 696       | 35,24       |
| Votants                                            | Votants               | Votants     | 3 760        | 78,12        | 3 117       | 64,76       |
| Nuls                                               | Nuls                  | Nuls        | 100          | 2,08         | 630         | 13,09       |
| Exprimés                                           | Exprimés              | Exprimés    | 3 660        | 76,04        | 2 487       | 51,67       |
| Source : Le Monde, éditions des 22 et 29 mai 1979. |                       |             |              |              |             |             |

### Canton d'Annecy-Nord-Ouest(Haute-Savoie)
| Candidat                                            | Candidat       | Parti       | Premier tour | Premier tour | Second tour | Second tour |
| Candidat                                            | Candidat       | Parti       | Voix         | %            | Voix        | %           |
| --------------------------------------------------- | -------------- | ----------- | ------------ | ------------ | ----------- | ----------- |
|                                                     | Alain Veyret   | CDS         | 2 163        | 28,81        | 4 006       | 55,64       |
|                                                     | Guy Moget      | PCF         | 1 896        | 25,25        | 3 194       | 44,36       |
|                                                     | Georges Daviet | DVD         | 1 473        | 19,62        |             |             |
|                                                     | Pierre Viguié  | PS          | 1 262        | 16,81        |             |             |
|                                                     | Alain Laruaz   | Mod.maj.    | 714          | 9,51         |             |             |
|                                                     |                |             |              |              |             |             |
| Inscrits                                            | Inscrits       | Inscrits    | 17 184       | 100,00       | 17 184      | 100,00      |
| Abstentions                                         | Abstentions    | Abstentions | 9 580        | 55,75        | 9 749       | 56,73       |
| Votants                                             | Votants        | Votants     | 7 604        | 44,25        | 7 435       | 43,27       |
| Nuls                                                | Nuls           | Nuls        | 96           | 0,56         | 235         | 1,37        |
| Exprimés                                            | Exprimés       | Exprimés    | 7 508        | 43,69        | 7 200       | 41,90       |
| Source : Le Monde, éditions des 19 et 27 juin 1979. |                |             |              |              |             |             |

### Canton de Lezoux(Puy-de-Dôme)
| Candidat                                            | Candidat                 | Parti       | Premier tour | Premier tour | Second tour | Second tour |
| Candidat                                            | Candidat                 | Parti       | Voix         | %            | Voix        | %           |
| --------------------------------------------------- | ------------------------ | ----------- | ------------ | ------------ | ----------- | ----------- |
|                                                     | Maurice Cunier           | PS          | 2 424        | 45,30        | 3 358       | 63,01       |
|                                                     | Régis Grimaud            | Mod.maj.    | 1 291        | 24,12        | 1 971       | 36,99       |
|                                                     | Marie-Gabrielle Gagnadre | Mod.maj.    | 1 046        | 19,55        | Retrait     | Retrait     |
|                                                     | Claude Tizorin           | PCF         | 528          | 9,87         |             |             |
|                                                     | Yves Sevestre            | SE          | 62           | 1,16         |             |             |
|                                                     |                          |             |              |              |             |             |
| Inscrits                                            | Inscrits                 | Inscrits    | 7 522        | 100,00       | 7 522       | 100,00      |
| Abstentions                                         | Abstentions              | Abstentions | 2 105        | 27,98        | 2 026       | 26,93       |
| Votants                                             | Votants                  | Votants     | 5 417        | 72,02        | 5 496       | 73,06       |
| Nuls                                                | Nuls                     | Nuls        | 66           | 0,88         | 167         | 2,22        |
| Exprimés                                            | Exprimés                 | Exprimés    | 5 351        | 71,14        | 5 329       | 70,84       |
| Source : Le Monde, éditions des 19 et 26 juin 1979. |                          |             |              |              |             |             |

### Canton de Troarn(Calvados)
| Candidat                                            | Candidat          | Parti       | Premier tour | Premier tour | Second tour | Second tour |
| Candidat                                            | Candidat          | Parti       | Voix         | %            | Voix        | %           |
| --------------------------------------------------- | ----------------- | ----------- | ------------ | ------------ | ----------- | ----------- |
|                                                     | Jacques Porcq     | RPR (UDF)   | 3 454        | 30,67        | 4 703       | 41,80       |
|                                                     | Jean-Louis Fouque | PCF         | 3 392        | 30,12        | 6 547       | 58,19       |
|                                                     | Jean Besse        | PS          | 3 116        | 27,67        | Retrait     | Retrait     |
|                                                     | Michel Lemoux     | MRG         | 1 299        | 11,53        |             |             |
|                                                     |                   |             |              |              |             |             |
| Inscrits                                            | Inscrits          | Inscrits    | 21 216       | 100,00       | 21 145      | 100,00      |
| Abstentions                                         | Abstentions       | Abstentions | 9 730        | 45,86        | 9 493       | 44,89       |
| Votants                                             | Votants           | Votants     | 11 486       | 54,14        | 11 652      | 55,10       |
| Nuls                                                | Nuls              | Nuls        | 225          | 1,06         | 402         | 1,90        |
| Exprimés                                            | Exprimés          | Exprimés    | 11 261       | 53,08        | 11 250      | 53,20       |
| Source : Le Monde, éditions des 19 et 26 juin 1979. |                   |             |              |              |             |             |

### Canton de Fours(Cantal)
| Candidat                                                   | Candidat       | Parti       | Premier tour | Premier tour | Second tour | Second tour |
| Candidat                                                   | Candidat       | Parti       | Voix         | %            | Voix        | %           |
| ---------------------------------------------------------- | -------------- | ----------- | ------------ | ------------ | ----------- | ----------- |
|                                                            | Maurice Durif  | PS          | 1 246        | 41,80        | 1 617       | 55,36       |
|                                                            | Roger Schickel | SE          | 866          | 29,05        | 1 304       | 44,64       |
|                                                            | Jean Amour     | PCF         | 450          | 15,09        | Retrait     | Retrait     |
|                                                            | Bernard Hébert | Maj.prés.   | 419          | 14,05        |             |             |
|                                                            |                |             |              |              |             |             |
| Inscrits                                                   | Inscrits       | Inscrits    | 4 254        | 100,00       | 4 254       | 100,00      |
| Abstentions                                                | Abstentions    | Abstentions | 1 204        | 28,30        | 1 216       | 28,58       |
| Votants                                                    | Votants        | Votants     | 3 050        | 71,70        | 3 038       | 71,41       |
| Nuls                                                       | Nuls           | Nuls        | 69           | 1,62         | 117         | 2,75        |
| Exprimés                                                   | Exprimés       | Exprimés    | 2 981        | 70,07        | 2 921       | 68,66       |
| Source : Le Monde, éditions des 26 juin et 3 juillet 1979. |                |             |              |              |             |             |

### Canton de Colmars-les-Alpes(Alpes-de-Haute-Provence)
| Candidat                                               | Candidat        | Parti       | Premier tour | Premier tour | Second tour | Second tour |
| Candidat                                               | Candidat        | Parti       | Voix         | %            | Voix        | %           |
| ------------------------------------------------------ | --------------- | ----------- | ------------ | ------------ | ----------- | ----------- |
|                                                        | André Guirand   | DVD         | 265          | 34,73        | -           | -           |
|                                                        | Robert Ducoffe  | SE          | 238          | 31,19        |             |             |
|                                                        | Bernard Florent | PS          | 174          | 22,80        |             |             |
|                                                        | Roland Zanni    | PCF         | 86           | 11,27        |             |             |
|                                                        |                 |             |              |              |             |             |
| Inscrits                                               | Inscrits        | Inscrits    | 1 102        | 100,00       |             | 100,00      |
| Abstentions                                            | Abstentions     | Abstentions | 313          | 28,40        |             |             |
| Votants                                                | Votants         | Votants     | 789          | 71,60        |             |             |
| Nuls                                                   | Nuls            | Nuls        | 26           | 2,36         |             |             |
| Exprimés                                               | Exprimés        | Exprimés    | 763          | 69,24        |             |             |
| Source : Le Monde, éditions des 24 et 31 juillet 1979. |                 |             |              |              |             |             |

### Canton des Vans(Ardèche)
| Candidat                                                   | Candidat        | Parti       | Premier tour | Premier tour | Second tour | Second tour |
| Candidat                                                   | Candidat        | Parti       | Voix         | %            | Voix        | %           |
| ---------------------------------------------------------- | --------------- | ----------- | ------------ | ------------ | ----------- | ----------- |
|                                                            | Alain Faucuit   | PCF         | 1 407        | 31,45        | 2 446       | 51,62       |
|                                                            | Guy Lefébure    | UDF (PSD)   | 1 326        | 29,64        | 2 292       | 48,37       |
|                                                            | Jean-Marie Roux | Div.maj.    | 1 197        | 26,76        | Retrait     | Retrait     |
|                                                            | Georges Bonnet  | PS          | 543          | 12,14        |             |             |
|                                                            |                 |             |              |              |             |             |
| Inscrits                                                   | Inscrits        | Inscrits    | 5 960        | 100,00       | 5 958       | 100,00      |
| Abstentions                                                | Abstentions     | Abstentions | 1 428        | 23,96        | 1 051       | 17,64       |
| Votants                                                    | Votants         | Votants     | 4 532        | 76,04        | 4 907       | 82,36       |
| Nuls                                                       | Nuls            | Nuls        | 59           | 0,99         | 169         | 2,83        |
| Exprimés                                                   | Exprimés        | Exprimés    | 4 473        | 75,05        | 4 738       | 79,52       |
| Source : Le Monde, éditions des 31 juillet et 7 août 1979. |                 |             |              |              |             |             |

### Canton de Cerisy-la-Salle(Manche)
| Candidat                                            | Candidat       | Parti       | Premier tour | Premier tour | Second tour | Second tour |
| Candidat                                            | Candidat       | Parti       | Voix         | %            | Voix        | %           |
| --------------------------------------------------- | -------------- | ----------- | ------------ | ------------ | ----------- | ----------- |
|                                                     | Claude Halbecq | Div.maj.    | 921          | 36,40        | 1 398       | 52,51       |
|                                                     | Georges Voisin | Div.maj.    | 895          | 35,37        | 1 264       | 47,48       |
|                                                     | Georges Néel   | Div.maj.    | 588          | 23,24        | Retrait     | Retrait     |
|                                                     | Roger Hurel    | PS          | 69           | 2,73         |             |             |
|                                                     | Gilbert Deux   | PCF         | 57           | 2,25         |             |             |
|                                                     |                |             |              |              |             |             |
| Inscrits                                            | Inscrits       | Inscrits    | 3 906        | 100,00       | 3 906       | 100,00      |
| Abstentions                                         | Abstentions    | Abstentions | 1 325        | 33,92        | 1 181       | 30,23       |
| Votants                                             | Votants        | Votants     | 2 581        | 66,08        | 2 725       | 69,76       |
| Nuls                                                | Nuls           | Nuls        | 51           | 1,30         | 63          | 1,61        |
| Exprimés                                            | Exprimés       | Exprimés    | 2 530        | 64,77        | 2 662       | 68,15       |
| Source : Le Monde, éditions des 21 et 28 août 1979. |                |             |              |              |             |             |

### Canton de Hucqueliers(Pas-de-Calais)
|                                               | Dominique de la Gorce | DVD         | 2 784 | 65,54  |  |  |
|                                               | Gérard Cornet         | PS          | 1 062 | 25,00  |  |  |
|                                               | Robert Bailleux       | PCF         | 402   | 9,46   |  |  |
|                                               |                       |             |       |        |  |  |
| Inscrits                                      | Inscrits              | Inscrits    | 5 131 | 100,00 |  |  |
| Abstentions                                   | Abstentions           | Abstentions | 799   | 15,57  |  |  |
| Votants                                       | Votants               | Votants     | 4 332 | 84,43  |  |  |
| Nuls                                          | Nuls                  | Nuls        | 84    | 1,64   |  |  |
| Exprimés                                      | Exprimés              | Exprimés    | 4 248 | 82,79  |  |  |
| Source : Le Monde, édition du 9 octobre 1979. |                       |             |       |        |  |  |

### Canton de Mesvres(Saône-et-Loire)
| Candidat                                              | Candidat         | Parti       | Premier tour | Premier tour | Second tour | Second tour |
| Candidat                                              | Candidat         | Parti       | Voix         | %            | Voix        | %           |
| ----------------------------------------------------- | ---------------- | ----------- | ------------ | ------------ | ----------- | ----------- |
|                                                       | Christian Gillot | PS          | 854          | 43,19        | 1 355       | 63,79       |
|                                                       | Jacques Labonde  | PR          | 464          | 23,47        | 769         | 36,20       |
|                                                       | Hervé Charles    | SE          | 454          | 22,96        | Retrait     | Retrait     |
|                                                       | Raymond Goutorbe | PCF         | 205          | 10,37        |             |             |
|                                                       |                  |             |              |              |             |             |
| Inscrits                                              | Inscrits         | Inscrits    | 3 315        | 100,00       | 3 324       | 100,00      |
| Abstentions                                           | Abstentions      | Abstentions | 1 313        | 39,61        | 1 117       | 33,60       |
| Votants                                               | Votants          | Votants     | 2 002        | 60,39        | 2 207       | 66,39       |
| Nuls                                                  | Nuls             | Nuls        | 25           | 0,75         | 83          | 2,49        |
| Exprimés                                              | Exprimés         | Exprimés    | 1 977        | 59,64        | 2 124       | 63,90       |
| Source : Le Monde, éditions des 16 et 23 octobre 1979 |                  |             |              |              |             |             |

### Canton de Seltz(Bas-Rhin)
| Candidat                                              | Candidat        | Parti        | Premier tour | Premier tour | Second tour | Second tour |
| Candidat                                              | Candidat        | Parti        | Voix         | %            | Voix        | %           |
| ----------------------------------------------------- | --------------- | ------------ | ------------ | ------------ | ----------- | ----------- |
|                                                       | Hugues Kraemer  | RPR          | 2 040        | 42,49        | 2 339       | 47,29       |
|                                                       | Marcel Schmitt  | Centr. (UDF) | 1 391        | 28,97        | 2 607       | 52,71       |
|                                                       | René Bayer      | UDF          | 1 077        | 22,43        | Retrait     | Retrait     |
|                                                       | Gilles Klein    | PS           | 243          | 5,06         |             |             |
|                                                       | Bernard Kappler | MPA          | 50           | 1,04         |             |             |
|                                                       |                 |              |              |              |             |             |
| Inscrits                                              | Inscrits        | Inscrits     | 6 813        | 100,00       | 6 813       | 100,00      |
| Abstentions                                           | Abstentions     | Abstentions  | 1 808        | 26,54        | 1 635       | 24,00       |
| Votants                                               | Votants         | Votants      | 5 005        | 73,46        | 5 178       | 76,00       |
| Nuls                                                  | Nuls            | Nuls         | 204          | 2,99         | 232         | 3,40        |
| Exprimés                                              | Exprimés        | Exprimés     | 4 801        | 70,47        | 4 946       | 72,59       |
| Source : Le Monde, éditions des 16 et 23 octobre 1979 |                 |              |              |              |             |             |

### Canton du Bugue(Dordogne)
| Candidat                                               | Candidat           | Parti        | Premier tour | Premier tour | Second tour | Second tour |
| Candidat                                               | Candidat           | Parti        | Voix         | %            | Voix        | %           |
| ------------------------------------------------------ | ------------------ | ------------ | ------------ | ------------ | ----------- | ----------- |
|                                                        | Gérard Fayolle     | DVD (Maj.)   | 1 060        | 29,99        | 1 509       | 59,17       |
|                                                        | Jean Bessas        | DVG (PS-MRG) | 520          | 14,71        | 1 041       | 40,82       |
|                                                        | Catherine Chaillou | PCF          | 465          | 13,15        | Retrait     | Retrait     |
|                                                        | Jean Montoriol     | DVG          | 277          | 7,84         |             |             |
|                                                        | Maurice Fournier   | DVG          | 217          | 6,14         |             |             |
|                                                        |                    |              |              |              |             |             |
| Inscrits                                               | Inscrits           | Inscrits     | 3 534        | 100,00       | 3 534       | 100,00      |
| Abstentions                                            | Abstentions        | Abstentions  | 937          | 26,51        | 834         | 23,60       |
| Votants                                                | Votants            | Votants      | 2 597        | 73,49        | 2 700       | 76,40       |
| Nuls                                                   | Nuls               | Nuls         | 58           | 1,64         | 150         | 4,24        |
| Exprimés                                               | Exprimés           | Exprimés     | 2 539        | 71,84        | 2 550       | 72,15       |
| Source : Le Monde, éditions des 23 et 30 octobre 1979. |                    |              |              |              |             |             |

### Canton de Castillonnès(Lot-et-Garonne)
| Candidat                                               | Candidat       | Parti       | Premier tour | Premier tour | Second tour | Second tour |
| Candidat                                               | Candidat       | Parti       | Voix         | %            | Voix        | %           |
| ------------------------------------------------------ | -------------- | ----------- | ------------ | ------------ | ----------- | ----------- |
|                                                        | Jacques Yvinec | DVD         | 913          | 46,27        | 1 154       | 54,25       |
|                                                        | Robert Bel     | PS          | 815          | 41,31        | 973         | 45,74       |
|                                                        | André Gorry    | PCF         | 245          | 12,42        |             |             |
|                                                        |                |             |              |              |             |             |
| Inscrits                                               | Inscrits       | Inscrits    | 2 730        | 100,00       | 2 730       | 100,00      |
| Abstentions                                            | Abstentions    | Abstentions | 697          | 25,53        | 536         | 19,63       |
| Votants                                                | Votants        | Votants     | 2 033        | 74,47        | 2 194       | 80,37       |
| Nuls                                                   | Nuls           | Nuls        | 60           | 2,20         | 67          | 2,45        |
| Exprimés                                               | Exprimés       | Exprimés    | 1 973        | 72,27        | 2 127       | 77,91       |
| Source : Le Monde, éditions des 23 et 30 octobre 1979. |                |             |              |              |             |             |

### Canton de Baud(Morbihan)
| Candidat                                                                 | Candidat        | Parti       | Premier tour | Premier tour | Second tour | Second tour |
| Candidat                                                                 | Candidat        | Parti       | Voix         | %            | Voix        | %           |
| ------------------------------------------------------------------------ | --------------- | ----------- | ------------ | ------------ | ----------- | ----------- |
|                                                                          | Jean Le Bec     | PS          | 3 001        | 44,57        | 4 265       | 61,43       |
|                                                                          | Léon Pennober   | Mod.maj.    | 2 585        | 38,38        | 2 678       | 38,57       |
|                                                                          | Roger Le Hyaric | PCF         | 1 147        | 17,03        | Retrait     | Retrait     |
|                                                                          |                 |             |              |              |             |             |
| Inscrits                                                                 | Inscrits        | Inscrits    | 9 885        | 100,00       | 9 884       | 100,00      |
| Abstentions                                                              | Abstentions     | Abstentions | 2 984        | 30,19        | 2 731       | 27,63       |
| Votants                                                                  | Votants         | Votants     | 6 901        | 69,81        | 7 153       | 72,37       |
| Nuls                                                                     | Nuls            | Nuls        | 168          | 1,70         | 210         | 2,12        |
| Exprimés                                                                 | Exprimés        | Exprimés    | 6 733        | 68,11        | 6 943       | 70,24       |
| Sources : Ouest-France et Le Monde, éditions des 20 et 27 novembre 1979. |                 |             |              |              |             |             |

### Canton de Saint-Rémy-sur-Durolle(Puy-de-Dôme)
|                                                | André Pérufel   | PS          | 2 655 | 53,08  |  |  |
|                                                | Jean-Paul Begon | Mod.        | 1 662 | 33,22  |  |  |
|                                                | René Dischampt  | PCF         | 685   | 13,69  |  |  |
|                                                |                 |             |       |        |  |  |
| Inscrits                                       | Inscrits        | Inscrits    | 7 461 | 100,00 |  |  |
| Abstentions                                    | Abstentions     | Abstentions | 2 320 | 31,09  |  |  |
| Votants                                        | Votants         | Votants     | 5 141 | 68,90  |  |  |
| Nuls                                           | Nuls            | Nuls        | 139   | 1,86   |  |  |
| Exprimés                                       | Exprimés        | Exprimés    | 5 002 | 67,04  |  |  |
| Source : Le Monde, édition du 4 décembre 1979. |                 |             |       |        |  |  |

### Canton de Montgeron(Essonne)
| Candidat                                               | Candidat         | Parti       | Premier tour | Premier tour | Second tour | Second tour |
| Candidat                                               | Candidat         | Parti       | Voix         | %            | Voix        | %           |
| ------------------------------------------------------ | ---------------- | ----------- | ------------ | ------------ | ----------- | ----------- |
|                                                        | Bernard Garrigou | PS          | 2 379        | 34,23        | 3 874       | 53,69       |
|                                                        | Alain Josse      | RPR         | 1 799        | 25,89        | 3 341       | 46,30       |
|                                                        | Yves Garçon      | PCF         | 1 265        | 18,20        |             |             |
|                                                        | Roger Besse      | UDF         | 1 138        | 16,37        |             |             |
|                                                        | Guy Hospod       | Écol.       | 368          | 5,29         |             |             |
|                                                        |                  |             |              |              |             |             |
| Inscrits                                               | Inscrits         | Inscrits    | 14 740       | 100,00       | 14 740      | 100,00      |
| Abstentions                                            | Abstentions      | Abstentions | 7 657        | 51,95        | 7 291       | 49,46       |
| Votants                                                | Votants          | Votants     | 7 083        | 48,05        | 7 449       | 50,53       |
| Nuls                                                   | Nuls             | Nuls        | 134          | 0,91         | 234         | 1,59        |
| Exprimés                                               | Exprimés         | Exprimés    | 6 949        | 47,14        | 7 215       | 48,95       |
| Source : Le Monde, éditions des 4 et 11 décembre 1979. |                  |             |              |              |             |             |

### Canton de Vatan(Indre)
| Candidat                                                | Candidat          | Parti       | Premier tour | Premier tour | Second tour | Second tour |
| Candidat                                                | Candidat          | Parti       | Voix         | %            | Voix        | %           |
| ------------------------------------------------------- | ----------------- | ----------- | ------------ | ------------ | ----------- | ----------- |
|                                                         | Francis Levasseur | Div.maj.    | 1 183        | 42,32        | 1 495       | 52,68       |
|                                                         | André Prompt      | PS          | 975          | 34,88        | 1 343       | 47,32       |
|                                                         | Marcel Foulon     | PCF         | 637          | 22,79        | Retrait     | Retrait     |
|                                                         |                   |             |              |              |             |             |
| Inscrits                                                | Inscrits          | Inscrits    | 4 698        | 100,00       | 4 698       | 100,00      |
| Abstentions                                             | Abstentions       | Abstentions | 1 831        | 38,97        | 1 761       | 37,48       |
| Votants                                                 | Votants           | Votants     | 2 867        | 61,02        | 2 937       | 62,51       |
| Nuls                                                    | Nuls              | Nuls        | 72           | 1,53         | 99          | 2,10        |
| Exprimés                                                | Exprimés          | Exprimés    | 2 795        | 59,49        | 2 838       | 60,41       |
| Source : Le Monde, éditions des 11 et 18 décembre 1979. |                   |             |              |              |             |             |

### Canton de Bordeaux-3(Gironde)
| Candidat                                                | Candidat           | Parti       | Premier tour | Premier tour | Second tour | Second tour |
| Candidat                                                | Candidat           | Parti       | Voix         | %            | Voix        | %           |
| ------------------------------------------------------- | ------------------ | ----------- | ------------ | ------------ | ----------- | ----------- |
|                                                         | Hugues Martin      | RPR         | 2 581        | 52,68        | 2 639       | 100,00      |
|                                                         | Christian Galloin  | UDF         | 1 002        | 20,45        | Retrait     | Retrait     |
|                                                         | Philippe Royer     | PS          | 768          | 15,67        |             |             |
|                                                         | Dominique Saulière | PCF         | 304          | 6,20         |             |             |
|                                                         | André Puytorac     | Ind.écol.   | 244          | 4,98         |             |             |
|                                                         |                    |             |              |              |             |             |
| Inscrits                                                | Inscrits           | Inscrits    | 20 313       | 100,00       | 20 313      | 100,00      |
| Abstentions                                             | Abstentions        | Abstentions | 15 351       | 75,57        | 17 356      | 85,44       |
| Votants                                                 | Votants            | Votants     | 4 962        | 24,43        | 2 957       | 14,55       |
| Nuls                                                    | Nuls               | Nuls        | 63           | 0,31         | 318         | 1,56        |
| Exprimés                                                | Exprimés           | Exprimés    | 4 899        | 24,12        | 2 639       | 12,99       |
| Source : Le Monde, éditions des 11 et 18 décembre 1979. |                    |             |              |              |             |             |